# Pružno prenosilo
Pružno prenosilo, to jest vagoni i vlakovi na tračnicama, sve se rjeđe koristi, danas još samo za povremen prijevoz velikih količina materijala na razmjerno velike udaljenosti, na primjer unutar valjaonica, ljevaonica, rudnika i kamenoloma.

## Objašnjenje
Željeznička pruga u pogonima treba znatna ulaganja, čine prijevozne putove neprilagodljivima, ometa ostali promet, ne dopušta pretjecanje i otežava, odnosno ne dopušta protukretanje u prometu. Zbog tih se nedostataka pojedinačni vagoni na tračnicama upotrebljavaju još samo u valjaonicama, ljevaonicama i slično za prijevoz velikih tereta na malim udaljenostima, ali ih sve više potiskuju podna prenosila. Pružna su prenosila u prednosti ako se radi o prijevozu velike količine materijala na dugačkim vodoravnim putovima, kao na primjer u rudnicima i kamenolomima. Tamo čitavi vlakovi, sastavljeni od lokomotive i specijalnih vagona, prevoze jalovinu, rudaču ili kamen. I vagoni normalnog kolosijeka posebne konstrukcije veoma su prikladni za prijevoz tekuće troske ili sirovog željeza u metalurškim pogonima.
Stabilna i teška konstrukcija svojstva su vagona za rudarski i industrijski prijevoz. Takvi se vagoni razlikuju prema načinu istovara. Vagoni sa sandukom čvrsto vezanim s postoljem moraju radi istovara ući u prekretač (viper) koji prekreće čitav vagon. Nepotreban je prekretač ako se mogu stranice ili dno vagona otvoriti. Postoje vagoni kojima se sanduk dade prekrenuti na postolju. 
Pojedinačni vagoni ili čitavi vlakovi na vodoravnoj ili kosoj pruzi mogu se pokretati i vući pomoću čeličnog užeta i vitla. Za velike udaljenosti najprikladnija je lokomotivska vuča.

## Vanjske poveznice
|  | Zajednički poslužitelj ima još gradiva o temi Pružno prenosilo |